# Asilinae
Asilinés
Sous-famille
Les Asilinae (asilinés) sont une des sous-familles d'insectes diptères prédateurs de la famille des Asilidae (ou mouches à toison).

## Étymologie
Le nom de la sous-famille vient du genre type Asilus, dérivé du latin asil / asilid, l'Asilus désignant une sorte de Taon dans la langue latine.

## Liste des genres

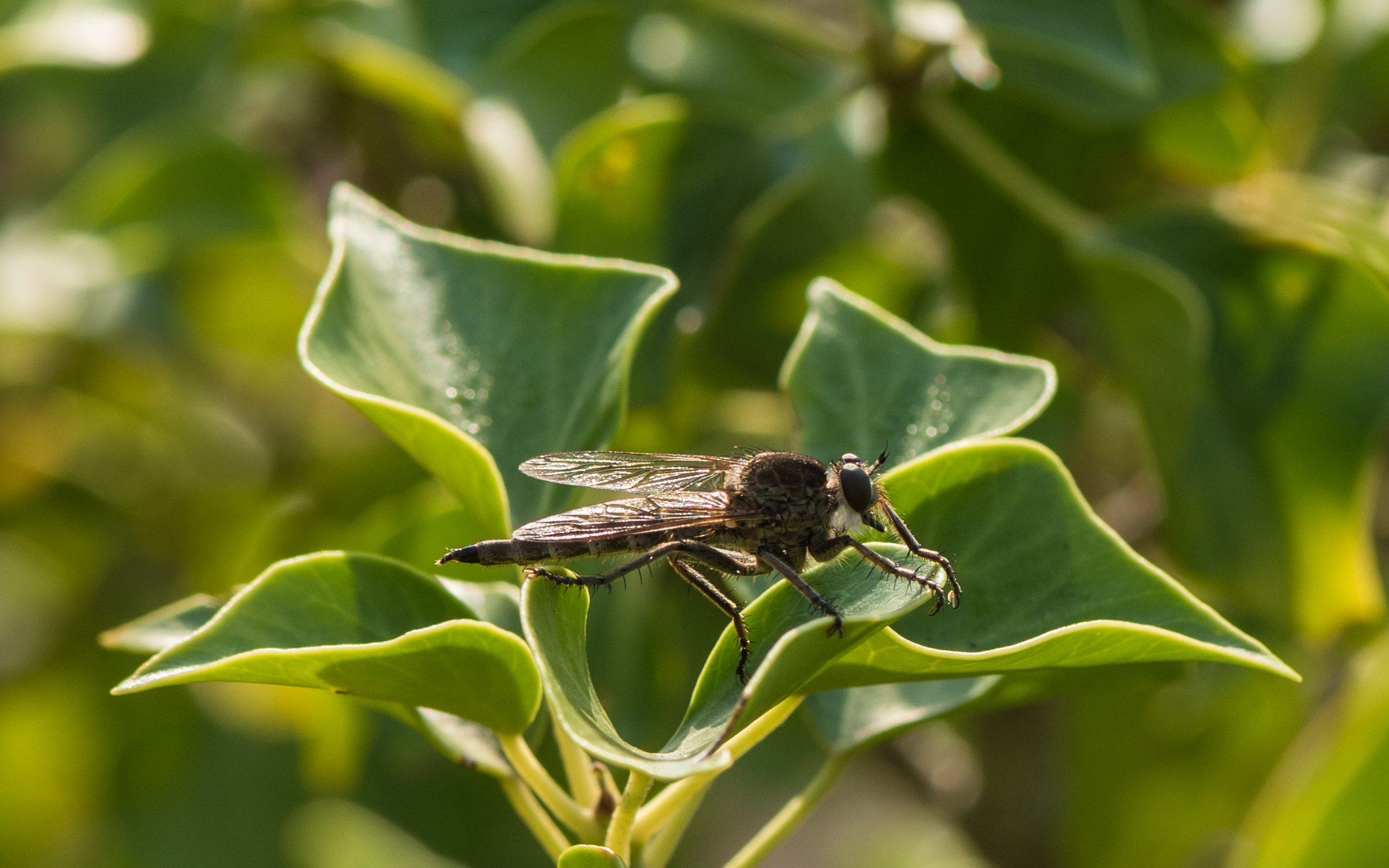
Machimus rusticus

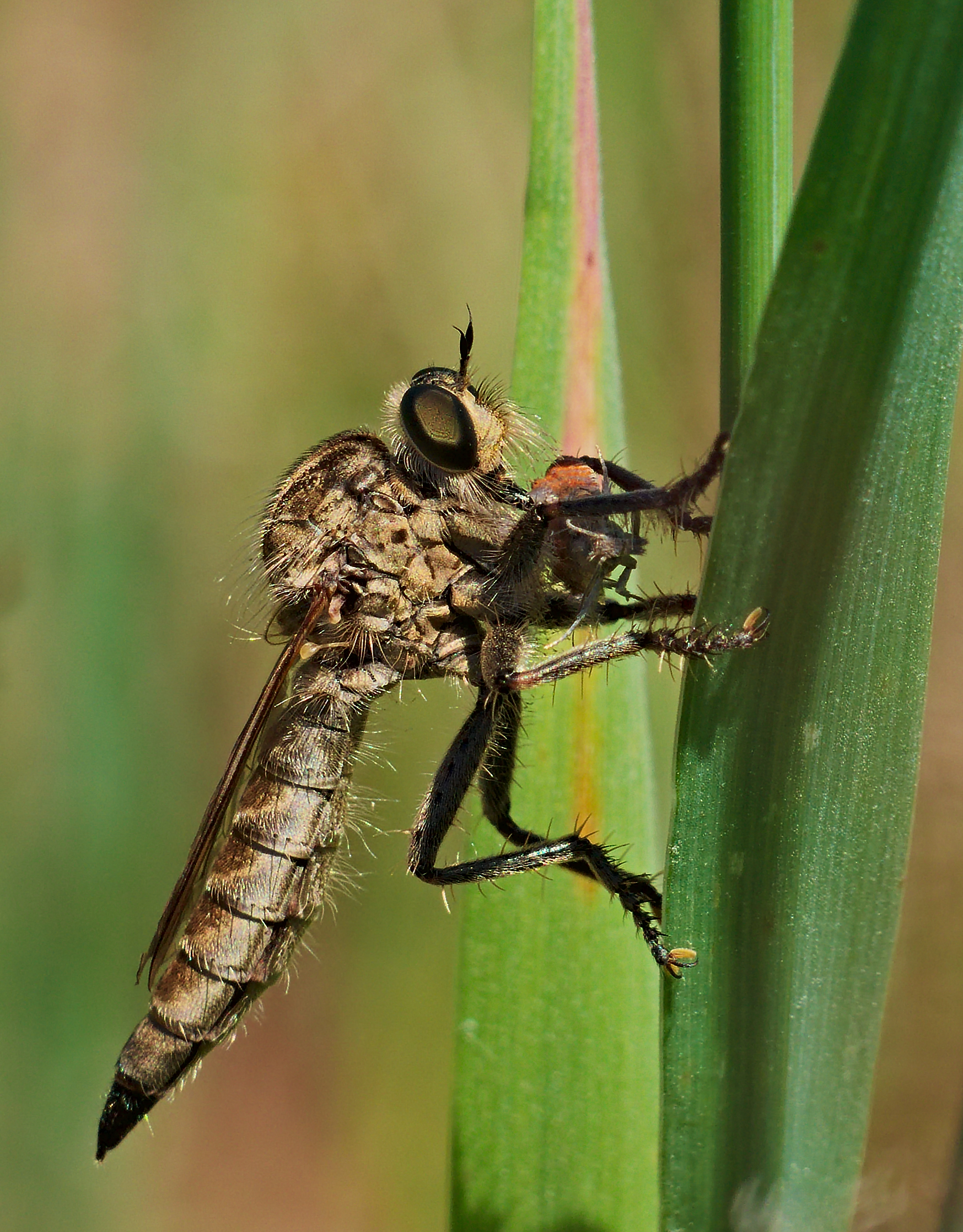
Une Eutolmus rufibarbis femelle, à Viernheim, Allemagne. Juin 2017.

Selon Fauna Europaea (10 mars 2023) :
- Aneomochtherus
- Antipalus
- Antiphrisson
- Asilus genre type
- Astochia
- Cerdistus
- Didysmachus
- Dysmachus
- Dystolmus
- Eccoptopus
- Echthistus
- Engelepogon
- Erax
- Eremisca
- Etrurus
- Eutolmus
- Kurzenkoiellus
- Machimus
- Neoepitriptus
- Neoitamus
- Neomochtherus
- Odus
- Pamponerus
- Pashtshenkoa
- Phileris
- Philonicus
- Polysarca
- Premochtherus
- Rhadiurgus
- Satanas
- Stilpnogaster
- Templasilus
- Tolmerus

## Liste des tribus
Selon ITIS (4 juillet 2013) :
- Asilini
- Ommatiini

Dans d'autres classifications, la tribu Ommatiini est reprise dans la sous-famille des Ommatiinae (ignorée par ITIS).